# Interacción de contacto de Fermi
La interacción de contacto de Fermi es la interacción magnética entre un electron y un núcleo atómico cuando el electrón está dentro del núcleo. El parámetro se describe generalmente con el símbolo A y las unidades son generalmente megahertz. La magnitud de A viene dada por esta relación:

{\displaystyle A=-{\frac {8}{3}}\pi \left\langle {\boldsymbol {\mu }}_{n}\cdot {\boldsymbol {\mu }}_{e}\right\rangle |\Psi (0)|^{2}\qquad {\mbox{(c.g.i)}}}

y

{\displaystyle A=-{\frac {2}{3}}\mu _{0}\left\langle {\boldsymbol {\mu }}_{n}\cdot {\boldsymbol {\mu }}_{e}\right\rangle |\Psi (0)|^{2}\qquad {\mbox{(S.I.)}}}

donde:
- A es la energía de la interacción,
- μn es el momento magnético nuclear,
- μe es el momento magnético dipolar del electrón, y
- Ψ(0) es la función de onda normalizable del electrón en el núcleo.[1]

Se ha señalado que se trata de un problema mal definido debido a que la formulación estándar asume que el núcleo tiene un momento dipolar magnético, el cual no es siempre el caso.

## Uso en la espectroscopía de resonancia magnética
Dentro de un átomo, sólo los orbitales s tiene densidad electrónica no cero en el núcleo, por lo que la interacción de contacto sólo se produce de electrones s. Su mayor manifestación es en espectroscopias de resonancia paramagnética electrónica y resonancia magnética nuclear, donde es responsable de la aparición de acoplamiento hiperfineo isotrópici en resonancia paramagnética electrónica. A grandes rasgos, la magnitud de A indica el grado en que el espín desapareado reside en el átomo. Por lo tanto, el conocimiento de los valores de A permite a uno mapear el orbital molecular ocupado con un solo electrón (SOMO).

## Historia
La interacción se obtuvo por primera vez por Enrico Fermi en 1930. Una derivación clásica de este término es la de John David Jackson. En resumen, la energía clásica puede ser escrita en términos de la energía del momento de un dipolo magnético en el campo magnético B(r) de otro. Este campo adquiere una expresión simple cuando la distancia r entre los dos momentos va a cero, ya que:

{\displaystyle \int _{S(r)}B(r)d^{3}r=-{\frac {2}{3}}\mu _{0}{\boldsymbol {\mu }}}